# Amedeo di Castellamonte
Amedeo Cognengo di Castellamonte (Torino, 17 giugno 1613 – Torino, 17 settembre 1683) è stato un architetto e ingegnere civile e militare italiano.
Fu figlio di Carlo di Castellamonte.

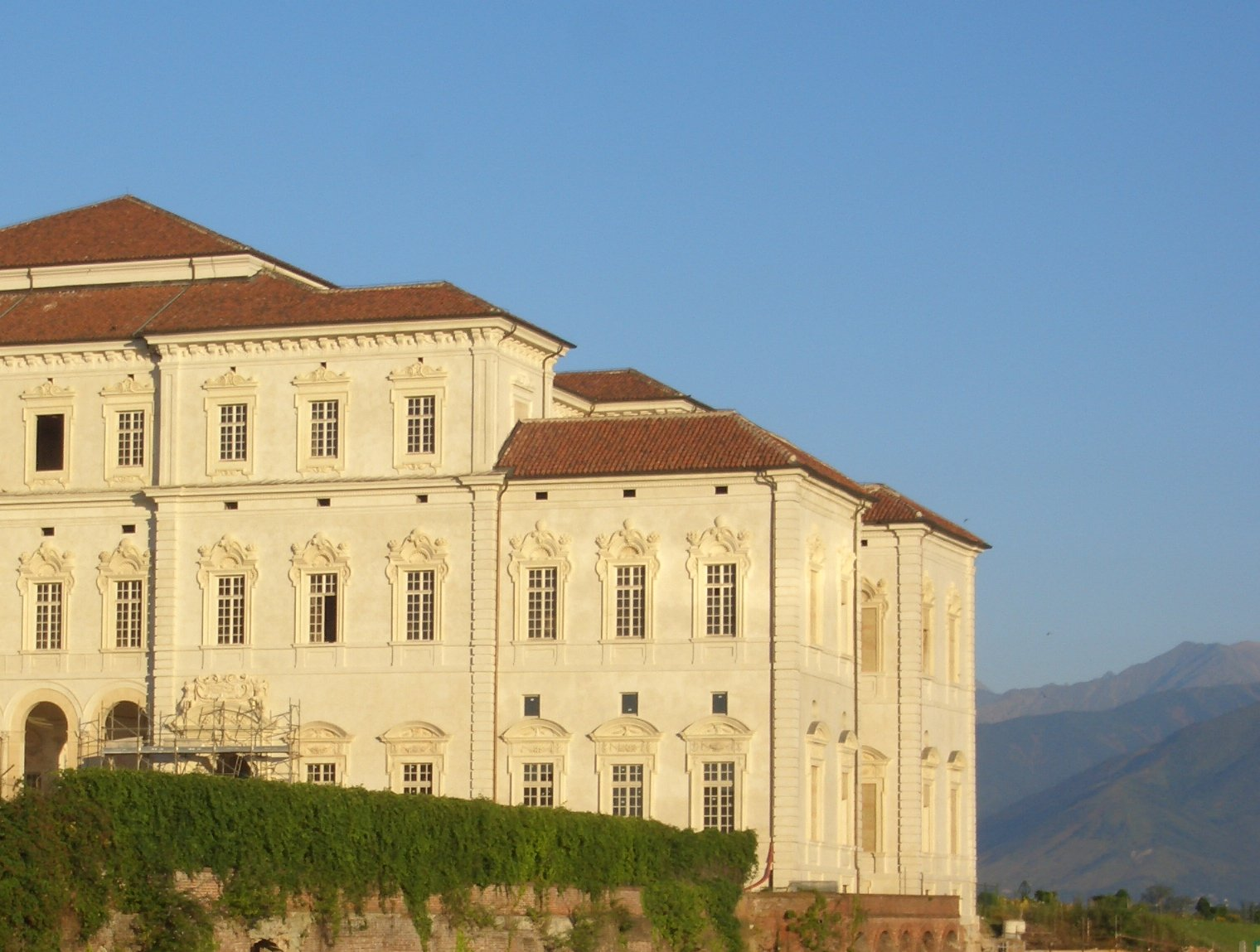
Reggia di Venaria Reale - Reggia di Diana

## Biografia
Nacque il 17 giugno 1613 a Torino, e fu battezzato il 19 nella parrocchia di San Dalmazzo, avendo come padrini Agostino Bassio e Maria Tepalla, entrambi torinesi. L'atto di nascita è stato scoperto nel 1988 da Arabella Cifani e Franco Monetti, correggendo così la data di nascita proposta in precedenza, in via ipotetica, da Carlo Boggio e Luciano Tamburini. Il padre, il conte Carlo (1571-1640), divenne nel 1615 primo ingegnere del duca Carlo Emanuele I di Savoia, mentre la madre, Ippolita Maria Fiocchetto, era la figlia del senatore del Piemonte Antonio Dentis.
Dopo essersi laureato in legge all'Università di Torino e aver proseguito gli studi a Roma, iniziò a lavorare con il padre, del quale proseguì l'opera, dando prova di un notevole talento urbanistico.
Tra le sue realizzazioni più importanti, tutte a Torino e dintorni, si possono ricordare:
- il nuovo Palazzo Ducale (oggi Reale) iniziato nel 1646 per volere di madama reale Maria Cristina e completato nel 1660 sotto Carlo Emanuele II, grazie all'opera di numerosi artisti significativi tra i quali Amedeo di Castellamonte. Il Palazzo Ducale non doveva ospitare soltanto il sovrano, ma anche tutte le strutture necessarie per la gestione dello stato. Amedeo di Castellamonte realizzò, nel 1658, la facciata con il corpo centrale fiancheggiato da due laterali più elevati, con il relativo collegamento alla piazza Castello.

- il secondo progetto di ampliamento della città, dopo il primo realizzato dal padre nel 1620. Questo nuovo intervento doveva ampliare la città ad est, integrando parte del "borgo Po", collegandosi ad ovest con la città vecchia e a sud con il primo ampliamento. Come il padre, anche Amedeo conservò la pianta a scacchiera di origine romana, ma mantenne l'andamento obliquo della "contrada di Po" (oggi via Po), che doveva collegare piazza Castello con la strada per Chieri, sfruttando l'unico ponte sul Po esistente all'epoca (l'attuale ponte Vittorio Emanuele I tra piazza Vittorio e la Gran Madre). Amedeo fece costruire portici su entrambi i lati di via Po, collegando gli isolati del lato sinistro con terrazzi per creare una passeggiata coperta lunga 1250 metri tra il Palazzo Reale ed il Po: la nuova via fu aperta nel 1674. Come per il primo ampliamento, anche in questo caso una piazza venne posta al centro del nuovo territorio urbano: piazza Carlo Emanuele II, chiamata dai torinesi piazza Carlina. Una nuova via (oggi via Accademia Albertina) collegava via Po con piazza Carlo Emanuele II e piazza Carignano. Tuttavia i complessi lavori andarono a rilento e spesso non rispettarono il progetto del Castellamonte: la piazza non mantenne la pianta ottagonale prevista dal Castellamonte e soltanto uno degli edifici venne costruito secondo i suoi progetti. Il territorio del secondo ampliamento verrà comunque arricchito da nuovi palazzi e chiese, come la chiesa di San Filippo Neri, il palazzo dell'Università, l'ospedale San Giovanni Battista, che Amedeo di Castellamonte iniziò nel 1680 ma dovette lasciare incompiuto alla propria morte.

- i lavori di costruzione della Reggia di Venaria Reale, iniziati nel 1658. La Reggia di Venaria, voluta da Carlo Emanuele II, è una delle più grandi residenze sabaude in Piemonte e fu presa a modello anche per la costruzione della reggia francese di Versailles.

- La Cavallerizza Reale di Torino, le scuderie costruite alla fine del '600, alla realizzazione della quale parteciparono anche Filippo Juvarra e Benedetto Alfieri. Il complesso, passato dapprima nelle mani del Demanio, è oggi di proprietà del Comune di Torino che dovrebbe promuoverne la riqualificazione.

Amedeo di Castellamonte proseguì inoltre al parco del Valentino i lavori iniziati dal padre, che riguardarono anche il castello, intervenne sulla chiesa di San Salvario, sul convento di Santa Cristina, sulla chiesa di san Francesco da Paola, sul castello di Moncalieri e sulla Villa della Regina.
Nel 1646 progettò un edificio sacro nell'astigiano: la chiesa di Sant'Elena in Villafranca d'Asti, su richiesta di mons. Giacomo Goria, vescovo di Vercelli, originario di questo paese e legato alla corte sabauda.
Nel 1654 progettò la chiesa dei Santi Bernardino e Brigida a Lucento e in seguito costruì la cappella per la Sindone di Torino, poi completamente cambiata da Guarino Guarini. Costruì anche numerose fortificazioni e scenografie per celebrazioni dinastiche, e lavorò ad alcuni palazzi nobiliari come Palazzo Lascaris.